# 平突瓢蜡蝉属
平突瓢蜡蝉属（学名：Parallelissus）是瓢蜡蝉科下的一个属。

## 下属物种
本属包括以下物种：
- 暗黑平突瓢蜡蝉 Parallelissus furvus Meng, Qin et Wang
- 褐黄平突瓢蜡蝉 Parallelissus fuscus Meng, Qin et Wang